# Giorgi Papunashvili
Giorgi Papunashvili (in georgiano გიორგი პაპუნაშვილი?; Tbilisi, 2 settembre 1995) è un calciatore georgiano, centrocampista dello Zirə.

## Carriera

### Club
Ha giocato nella massima serie georgiana con la Dinamo Tbilisi e in quella spagnola con il Real Saragozza.

### Nazionale
Ha esordito con la Nazionale georgiana il 3 giugno 2014 nell'amichevole contro gli Emirati Arabi Uniti persa per 1-0, entrando negli ultimi venti minuti al posto di Tornike Okriashvili.

## Palmarès

### Club

#### Competizioni nazionali
- Campionato georgiano: 1

Dinamo Tbilisi: 2013-2014
- Coppa di Georgia: 2

Dinamo Tbilisi: 2013-2014, 2014-2015
- Supercoppa di Georgia: 1

Dinamo Tbilisi: 2014